# Deutscher Eisenbahner-Verband
Der Deutsche Eisenbahner-Verband (DEV) war von 1916 bis 1925 eine freie Gewerkschaft für Eisenbahnarbeiter in Deutschland.

## Geschichte
Die Gewerkschaft wurde zum 1. Juli 1916 aus der Reichssektion des Deutschen Transportarbeiter-Verbands heraus gegründet. Am 1. Juli 1920 schloss sich der Verband des deutschen Verkehrspersonals der freigewerkschaftlichen Vereinigung an.
Der Eisenbahner-Verband war Mitglied in der Generalkommission der Gewerkschaften Deutschlands und 1919 Gründungsmitglied des Nachfolgers Allgemeiner Deutscher Gewerkschaftsbund.
Im selben Jahr gab es auch zahlreich Streiks der Eisenbahner für höhere Löhne und einen Tarifvertrag. 1920 beteiligten sich die Eisenbahner am Generalstreik gegen den Kapp-Putsch.
Im Juni 1922 bildeten die Reichsgewerkschaft deutscher Eisenbahnbeamten und -anwärter und der Eisenbahner-Verband ein Arbeitsgemeinschaft mit dem Ziel einer einheitlichen Organisation. Der Zusammenschluss erfolgte erst am 21. Juni 1925 in Köln – die neue Gewerkschaft hatte den Namen Einheitsverband der Eisenbahner Deutschlands (EdED).

## Vorsitzende
- 1916–1921: Louis Brunner
- 1921–1925: Franz Scheffel